# 赛西西特
赛西西特王后是埃及第六王朝的第一任法老特提的母亲。她在儿子特提顺利加冕和调解两个互相对立长期不和的皇族等问题上发挥着重要作用。2008年11月，考古学家发现了相信属于她的金字塔，估计整座金字塔约45英尺（约合14米）高。